# Imke Onnen
Imke Onnen (Langenhagen, 17 de agosto de 1994) es una atleta alemana especializada en el salto de altura.

## Primeros años
Nacida en el Land de Baja Sajonia, en agosto de 1994, Onnen se graduó de la educación secundaria en 2015 en la escuela Carl Friedrich Gauß en Hemmingen y luego completó un año social voluntario en el Centro de Entrenamiento Olímpico de Baja Sajonia. Es alumna de la Universidad Técnica de Brunswick, donde ha estudiado Arte y Estudios de Medios.
Es hermana del saltador de altura Eike Onnen y de Lasse y Kjell Onnen, ambos activos en el sprint, así como de la hermana Maie, que estuvo activa en el salto de longitud. Su madre es la ex heptatleta Astrid Fredebold-Onnen (n. 1956), entrenadora de todos ellos.
Onnen ha mantenido una relación sentimental con su colega de disciplina Falk Wendrich desde junio de 2017.

## Carrera deportiva
Imke Onnen inicialmente comenzó jugando al tenis. Entró tardíamente al atletismo, pues no fue hasta los 15 años, alentada por el entusiasmo de su hermano Eike, saltador, que se dio cuenta de que el salto de altura podía ser su disciplina favorita.
En 2010 quedó en el undécimo puesto en los campeonatos juveniles Sub-18 de Alemania con un salto de 1,65 metros, y en el octavo lugar en el Campeonato Sub-18 de Alemania con 1,71 metros.
En 2011 Onnen llegó al podio al alcanzar la tercera plaza en el campeonato de Alemania Sub-18, con 1,77 metros. A nivel internacional, ese año, participó en el Festival Olímpico de la Juventud Europea celebrado en la ciudad turca de Trebzon, donde quedó en el decimoquinto lugar de la clasificación, con 1,70 metros de altura como marca.
Para la temporada de 2012 Onnen alcanzaba un quinto lugar con 1,75 metros en los campeonatos juveniles Sub-20. A final del ciclo, con una mejor marca personal de 1,82 metros, fue tercera en la mejor clasificación alemana Sub-20 del año.
En 2013 Onnen se convirtió en campeona juvenil Sub-20 de Alemania con 1,81 metros. Llegó a ser tercera en el Campeonato Nacional de Pista Cubierta, con 1,80 metros de salto. A nivel internacional, ese año fue eliminada del Campeonato Europeo de Atletismo Sub-20 que tuvo lugar en Rieti (Italia), quedando decimonovena tras no mejorar los 1,70 m.
En 2014 fue subcampeona alemana en pista cubierta y quinta en los campeonatos alemanes con mejores marcas de la temporada de 1,80 m. Entre las dos competencias, tuvo que hacer cura debido a una fractura por fatiga en su pie y caminar con muletas durante cinco meses.
En 2015 Onnen ganó el título de campeón de Alemania en pista cubierta, así como el de Sub-23 en exterior, ambas con marcas personales de 1,86 metros. A nivel internacional, Onnen alcanzó el undécimo puesto en el Campeonato Europeo de Atletismo Sub-23 en Tallin (Estonia).
Onnen comenzó enero de 2016 con una nueva marca personal de 1,87 metros de salto en la temporada cubierta. Pero incluso para defender su título, no pudo competir en el Campeonato de Alemania en pista cubierta debido a una lesión en el pie. Si a finales de mayo, en el vigesimosegundo encuentro de salto de altura del Sinner en Fleisbach (Hesse) con un salto de 1,80 m. todavía parecía una recuperación, los problemas de tobillo frustraron las esperanzas de participar en los Juegos Olímpicos de Río de Janeiro. Con el registro obtenido en enero, Onnen terminó el año en el cuarto lugar de la clasificación alemana de mujeres.
En 2017 Onnen regresó a la temporada al aire libre después de un año de lesión y se convirtió en campeona universitaria de Alemania con una altura de 1,87 m. Al final del año, ocupó el tercer lugar en la lista de las mejores mujeres alemanas detrás de Marie-Laurence Jungfleisch y Jossie Graumann.
En 2018, Onnen se saltó la temporada indoor después de tener repetidamente problemas en los pies el año anterior, y decidió alejarse para poder acelerar su recuperación. Al comienzo de la temporada en exterior, logró aumentar su mejor marca personal a 1,93 m. en la reunión de saltadores de Garbsener SC, por lo que también cumplió con el estándar para el Campeonato Europeo de Atletismo, que ese año se celebró en Berlín, y en la que quedaría decimocuarta en la clasificación final con un salto de 1,82 metros.
En 2019, Onnen terminó séptima en el Campeonato Europeo de Atletismo en Pista Cubierta celebrado en Glasgow (Escocia). En julio llegó al podio y se colgó la medalla de bronce en la Universiada de Nápoles (Italia), tras alcanzar el 1,91 m de marca. Un poco más tarde se convirtió en subcampeona de Alemania. En otoño viajó hasta Catar para la cita internacional del Campeonato Mundial de Atletismo de Doha, donde consiguió colarse en la final y alcanzar el noveno puesto tras asegurarse un salto de 1,89 metros.
En 2020, Onnen entró en la temporada de pista cubierta en enero en los campeonatos estatales de Bremen y Baja Sajonia, en Hannover, con un salto victorioso de 1,91 m.
En 2021, a finales de mayo, viajaba a la ciudad polaca de Chorzów para participar en la Superliga del Campeonato Europeo de Atletismo por Equipos, donde se quedaría a las puertas del podio, con un cuarto lugar y una marca de 1,88 metros. En verano, tras perderse la cita de Brasil, viajaba a Tokio con el resto de la representación alemana, para participar en sus primeros Juegos Olímpicos. En la mañana del jueves 5 de agosto, en el Estadio Olímpico de Tokio, participaba en la serie B de clasificación del salto de altura, donde quedó en un decimocuarto puesto, con un salto de 1,86 metros, bastante lejos (hasta la marca de 1,96 m.) con los que se clasificaron el resto de atletas.

## Resultados por competición

### Por temporada
| Representando a Alemania | Representando a Alemania                                | Representando a Alemania | Representando a Alemania | Representando a Alemania | Representando a Alemania |
| ------------------------ | ------------------------------------------------------- | ------------------------ | ------------------------ | ------------------------ | ------------------------ |
| Año                      | Competición                                             | Lugar                    | Puesto                   | Marca (m.)               |                          |
| 2011                     | Festival Olímpico de la Juventud Europea                | Trebzon                  | 15.ª (q)                 | 1,70 m.                  |                          |
| 2013                     | Campeonato Europeo de Atletismo Sub-20                  | Rieti                    | 19.ª (q)                 | 1,70 m.                  |                          |
| 2015                     | Campeonato Europeo de Atletismo Sub-23                  | Tallin                   | 11.ª                     | 1,76 m.                  |                          |
| 2018                     | Campeonato Europeo de Atletismo                         | Berlín                   | 14.ª                     | 1,82 m.                  |                          |
| 2019                     | Campeonato Europeo de Atletismo en Pista Cubierta       | Glasgow                  | 7.ª                      | 1,91 m.                  |                          |
| 2019                     | Universiada                                             | Nápoles                  | 3.ª                      | 1,91 m.                  |                          |
| 2019                     | Campeonato Mundial de Atletismo                         | Doha                     | 9.ª                      | 1,89 m.                  |                          |
| 2021                     | Campeonato Europeo de Atletismo por Equipos - Superliga | Chorzów                  | 4.ª                      | 1,88 m.                  |                          |
| 2021                     | Juegos Olímpicos                                        | Tokio                    | 14.ª (Q1)                | 1,86 m.                  |                          |
| 2022                     | World Athletics Indoor Tour - Indoor Meeting Karlsruhe  | Karlsruhe                | 1.ª                      | 1,91 m.                  |                          |
| 2022                     | World Athletics Indoor Tour - Müller Indoor Grand Prix  | Birmingham               | 6.ª                      | 1,80 m.                  |                          |

### Mejores marcas
| Disciplina                       | Marca    | Lugar     | Fecha                 |
| -------------------------------- | -------- | --------- | --------------------- |
| 60 metros lisos (pista cubierta) | 8,30 s.  | Hannover  | 24 de enero de 2014   |
| 100 metros lisos (exterior)      | 12,77 s. | Hannover  | 13 de mayo de 2017    |
| 200 metros lisos (exterior)      | 26,43 s. | Hannover  | 14 de mayo de 2017    |
| Salto de altura (exterior)       | 1,96 m.  | Leipzig   | 17 de febrero de 2019 |
| Salto de altura (pista cubierta) | 1,96 m.  | Karlsruhe | 31 de enero de 2020   |